# Embargo sur les armes contre le Soudan du Sud
L'embargo sur les armes contre le Soudan du Sud est un embargo sur les armes mis en place par l'Union européenne, les États-Unis puis par les Nations unies contre le Soudan du Sud, respectivement en 2011, février 2018 et en juillet 2018, à la suite de la guerre civile sud-soudanaise.

## Histoire
En 2011, l'Union européenne étend l'embargo sur les armes contre le Soudan, au Soudan du Sud, fraîchement indépendant du Soudan.
En décembre 2016, le Conseil de sécurité des Nations unies  se réunit pour voter un embargo sur les armes contre le Soudan du Sud, cependant le vote échoue.
En février 2018, les États-Unis mettent en place un embargo sur les armes contre le Soudan du Sud. À la suite de cette mesure, des troubles ont eu lieu au Soudan du Sud contre des journalistes ainsi que la mission des Nations unies sur place. Cependant les États-Unis exportent d'armes au Soudan du Sud.
Le 13 juillet 2018, le Conseil de sécurité des Nations unies met en place un embargo sur les armes contre le Soudan du Sud, qui s'étend au minimum jusqu'au 31 mai 2019. De plus ces sanctions visent de manière supplémentaires les deux personnalités : Malek Reuben Riak et Paul Malong Awan. Ce vote du conseil de sécurité est à l’initiative des États-Unis, alors que dans le même temps, l'Union africaine et l'Éthiopie ont marqué leur désapprobation à cet embargo,.
Le 30 mai 2020, le Conseil de sécurité des Nations unies maintien et prolonge l'embargo sur les armes jusqu'au 31 mai 2021, malgré la constitution d'un gouvernement d'union nationale. En mai 2021, l'embargo est de nouveau prolongé d'un an.